# 静岡市立藁科中学校
静岡市立藁科中学校（しずおかしりつ わらしなちゅうがっこう）は、静岡県静岡市葵区大原に所在する公立中学校。

## 特色
- 学区は葵区の北西部にあり、長さは藁科川沿いを中心に南北約20kmにも及ぶ。そのため遠距離通学となる生徒のために、学校の近くに寄宿舎を設けている(なお、2023年現在は歯科院の建物であり、寄宿舎としては使われていない)。

## 沿革
- 1973年 - 静岡市立中藁科中学校、静岡市立清沢中学校が統合。（仮称）静岡市立中藁科中学校中藁科教場、同清沢教場となる。
- 1974年 - 静岡市立藁科中学校として現在地に開校。校章制定。
- 1975年 - 体育館、プール完成。
- 1977年 - 校歌制定。
- 2010年 - グラウンドが全面芝生化された。

## 小学校区
- 静岡市立中藁科小学校
- 静岡市立水見色小学校
- 静岡市立清沢小学校
- 静岡市立峰山小学校

## 出身有名人
- 森敬斗 - プロ野球選手（横浜DeNAベイスターズ）[1]

## アクセス
- しずてつジャストライン藁科線 ｢株田｣停留所から、徒歩5分